# 1966 en Colombie-Britannique
Chronologie de la Colombie-Britannique
- 1962
- 1963
- 1964
- 1965
- 1966
- 1967
- 1968
- 1969
- 1970

Cette page concerne des événements qui se sont produits durant l'année 1966 dans la province canadienne de Colombie-Britannique.

## Politique
- Premier ministre : W.A.C. Bennett.
- Chef de l'Opposition : Robert Strachan du Nouveau Parti démocratique de la Colombie-Britannique
- Lieutenant-gouverneur : George R. Pearkes
- Législature :

## Naissances
- 1er décembre : Larry Walker (Larry Kenneth Robert Walker), né à Maple Ridge, est un joueur de baseball ayant évolué dans les Ligues majeures.